# Butch Reed
Bruce Franklin Reed (11 de julio de 1954-5 de febrero de 2021) fue un luchador profesional y jugador de fútbol estadounidense, más conocido por el nombre de ring Butch Reed.

## Carrera en la lucha libre profesional

### Primeros años (1978-1983)
Butch Reed fue entrenado para luchar por Ronnie Etchison debutando en 1978. Al principio luchó como Bruce Reed adoptando el apodo de "Hacksaw" con el tiempo. Reed y Jerry Roberts vencieron a Mike George y Bob Sweetan por el Campeonato en Parejas de NWA Central States en 1980 y lo perdió ante los Kelly Twins en enero de 1981. Su siguiente título también llegó como la mitad de un equipo cuando él y Sweet Brown Sugar ganaron la versión de Florida del Campeonato Norteamericano en Parejas de la NWA cuando vencieron a Dory Funk Jr. y David Von Erich en 1982. Reed luchó principalmente para la NWA a principios de la década de 1980 y se hizo un nombre en sus territorios de St. Louis, Florida Championship Wrestling y Georgia Championship Wrestling.

### Mid-South Wrestling (1983-1986)
Reed se estableció como una fuerza a tener en cuenta mientras competía en Mid-South Wrestling de Bill Watts desde 1983 hasta principios de 1986. En Mid-South, era conocido como "Hacksaw" Butch Reed y llegó al territorio como compañero de equipo. para la cara principal en el territorio el perro del depósito de chatarra. Reed inmediatamente se encontró cara a cara con "Hacksaw" Jim Duggan sobre el apodo de "Hacksaw". En 1983, Duggan formó parte del grupo de tacones "Rat Pack" junto con Ted DiBiase y Matt Borne y utilizó todos los movimientos sucios que se le ocurrieron para vencer a Butch Reed. Reed y Duggan se pelearon por el nombre de "Sierra para metales" hasta que Jim Duggan se volvió. El giro de la cara de Duggan resultó en el giro del talón de Butch Reed cuando Duggan fue elegido para ser el compañero de equipo de Junkyard Dog sobre Reed.
Reed apareció en la televisión diciendo que "Butch Reed va a empezar a buscar a Butch Reed", lo que llevó a Junkyard Dog (JYD) a unirse a él en el ring. Después de discutir de un lado a otro, Reed atacó a JYD y pronto se unió al ataque de Ted Dibiase. El 16 de julio de 1983, Butch Reed ganó el Campeonato de Peso Pesado de Norteamérica Centro-Sur y procedió a rechazar los desafíos de JYD en los meses siguientes. En octubre de 1983, la arrogancia de Reed le hizo aceptar que los fanáticos del Medio Sur eligieran un retador para el título norteamericano; les permitió elegir de JYD, "Hacksaw" Jim Duggan, el recién llegado Krusher Khruschev y Magnum TA. Los fanáticos eligieron a JYD, pero Reed descartó la elección; también dijo que Duggan y Khruschev no merecían una oportunidad y en cambio le dieron la oportunidad por el título a TA Como el destino lo quiso, TA venció a Reed para ganar el título, luego lo perdió 12 días después ante Nikolai Volkoff.
La misma noche que Reed perdió el título norteamericano, él y su socio Jim Neidhart vencieron a Magnum T.A. y "Hacksaw" Jim Duggan para ganar el Campeonato en Parejas del Medio Sur. Después de unas semanas, el título norteamericano fue devuelto a Reed, alegando que el combate por el título con TA no era legal ya que los fanáticos eligieron JYD. La carrera de Reed como doble campeón no duró mucho, ya que JYD consiguió su oportunidad por el título con Dusty Rhodes como árbitro invitado especial. Después de perder el título norteamericano, Reed y Neidhart se centraron en los títulos por equipos y los defendieron contra todos los participantes. Cuando Magnum y Mr . Wrestling II desafiados por los títulos, sintieron que los retadores tenían que poner algo propio: la máscara de Mr. Wrestling II. Mr. Wrestling no se desenmascaró esa noche mientras le quitaban el oro a Reed y Neidhart en una pelea en jaula de acero. en la Navidad de 1983. Neidhart y Reed comenzaron a culparse mutuamente y tuvieron una pelea breve y brutal.
La disputa de Neidhart pronto fue reemplazada por una con Terry Taylor, quien salió para salvar a Neidhart de ser golpeado con un casco de fútbol americano después de un partido. La disputa Reed/Taylor se prolongó durante toda la primavera de 1984 y fue fundamental para establecer a Terry Taylor como una estrella en Mid-South. La disputa pronto se expandió para incluir a "Nature Boy" Buddy Landel como compañero de equipo de Reed y vio a Reed atacar a Taylor con un "Coalminer's Glove" en varias ocasiones. Después de pelear con Terry Taylor durante meses y meses, la atención de Reed pasó de Taylor a su viejo enemigo el perro del depósito de chatarra. Durante un partido, Reed y Landel atacaron a JYD mientras actuaba bajo una máscara como "Stagger Lee" y lo pintaron de amarillo. La guerra entre los dos trajo a Sonny King y más tarde a Ernie Ladd a formar equipo con Junkyard Dog. Después de los combates de etiqueta, vinieron los brutales combates individuales como los partidos de collar de perro.
Justo cuando la disputa estaba a punto de alcanzar su punto culminante, el Junkyard Dog dejó Mid-South y firmó con la World Wrestling Federation sin informar al booker Bill Watts de su decisión. Esto significó que la federación no tenía su rostro más grande y los espectáculos tuvieron que ser reservados apresuradamente. Watts trajo al "Maestro G" (el luchador oficial George Wells) para tomar el lugar de JYD, pero la disputa entre Reed y el "Maestro G" nunca despegó, lo que obligó a Watts a reconsiderar sus opciones. Cuando el "General" Skandor Akbar entró en el Medio Sur y comenzó Para construir un establo de tacones, le obsequió a Buddy Landel un reloj Rolex dorado con el entendimiento de que no era en realidad para Landel sino para otra persona que Akbar estaba tratando de reclutar. Cuando Landel trató de darle el reloj a Reed, se enfureció , en la historia, pisoteó el reloj y comenzó a pelearse con su excompañero. Akbar y sus compinches llegaron al ring, lo que llevó a Reed a despotricar sobre ellos, poniendo a la multitud detrás de él, ya que les dijo que no necesitaba regresar. Cuando "Hacksaw" Jim Duggan vino a su rescate de un ataque 3 contra 1, el estado de la cara de Reed se consolidó. Los dos Hacksaws se pelearon con el ejército de Akbar de Landel, Ted Dibiase, Steve Williams y Hercules. Los dos Hacksaws tuvieron éxito al principio, hasta que Reed se enfrentó a Kamala. Demostró ser demasiado para Reed, golpeándolo en todo el territorio del Medio Sur antes de que Reed se fuera silenciosamente.
Reed iría a la American Wrestling Association por un breve período como guardaespaldas de Jimmy Garvin, pero regresaría a Mid-South a mediados de 1985 solo unos pocos meses después de dejarla. En octubre de 1985, Butch Reed venció a Dick Murdoch por el título norteamericano. Alrededor de este tiempo, tuvo un famoso empate por límite de tiempo de una hora con el Campeón de la NWA "Nature Boy" Ric Flair y se peleó con Dick Slater cuando Slater ayudó a Ric Flair a mantener el título mundial. En enero de 1986, Slater ganó el título norteamericano de Butch Reed por medios deshonestos.

### World Wrestling Federation (1986-1988)
Reed y Slick firmaron con WWF y fueron traídos como un paquete. Reed se tiñó el cabello de rubio y se convirtió en "The Natural" Butch Reed, una versión actualizada de Sweet Daddy Siki. Inicialmente se peleó con Tito Santana, un objetivo de los golpes verbales de Slick, e hizo su debut en PPV en WrestleMania III, donde derrotó a Koko B. Ware.
En las semanas posteriores a WrestleMania, Reed se enfocó en el nuevo campeón intercontinental Ricky Steamboat y lo enfrentó en shows y en un episodio de Wrestling Challenge. Según un mito persistente, Reed no mostró una serie de grabaciones de televisión en las que estaba reservado para ganar el título, lo que resultó en que el campeonato se pusiera en The Honky Tonk Man. Sin embargo, en una entrevista de rodaje, Reed ha dicho que esto no es cierto. De hecho, cuando el Honky Tonk Man ganó el título de Steamboat en junio de 1987, se mostró a Reed celebrando con Honky y otros luchadores de heel en el vestuario aunque, para ser justos, ese fue un segmento grabado. En una entrevista de rodaje de 2018 con KayfabeCommentaries, Reed contradijo sus declaraciones anteriores en entrevistas pasadas y confirmó que perdió la oportunidad de convertirse en el campeón porque de hecho no había mostrado un montón de grabaciones por agotamiento por nunca estar en casa.
En el otoño, la WWF estaba promocionando una rivalidad entre Reed y la superestrella Billy Graham, un ex campeón de la WWF que estaba regresando después de una cirugía de reemplazo de cadera. Sin embargo, la condición de Graham era tal que ya no podía manejar las demandas físicas de ser un luchador, por lo que la nueva adquisición de Reed y Slick, One Man Gang, "hirió" a Graham en un ataque furtivo que se utilizó para explicar su retiro permanente. Graham comenzó a manejar al hombre que acudió en su ayuda, Don Muraco, y Muraco entró inmediatamente en una rivalidad con Reed. Los enemigos estaban en equipos opuestos en el evento principal de la primera Survivor Series (Muraco tomó el lugar de Graham en el equipo de Hulk Hogan); Reed (miembro del equipo de André the Giant), fue la primera eliminación del partido, por Hogan.
Reed compitió en (y fue el primer luchador eliminado de) el primer combate de Royal Rumble en enero de 1988. Dos meses después, fue eliminado en la primera ronda del campeonato de WrestleMania IV en la primera ronda por el eventual ganador del torneo Randy Savage. Reed dominó la mayor parte del partido contra Savage, pero pasó demasiado tiempo hablando con la gerente de Savage (y esposa de la vida real), Miss Elizabeth, mientras subía al tensor superior. Savage atrapó a Reed, lo tiró de un slam e inmediatamente golpeó su codo de buceo en el tensor superior para ganar.

### Jim Crockett Promotions/NWA World Championship Wrestling  (1988-1992)
Poco después de WrestleMania IV, Reed y la WWF se separaron, el gerente de Reed, Slick, se quedó con la WWF mientras que Reed se ponchó por su cuenta una vez más. Butch Reed resurgió en Jim Crockett Promotions de la NWA como "Hacksaw" Butch Reed. Más o menos inmediatamente reanudó su enemistad entre Mid-South y The Junkyard Dog. Fue dirigido brevemente por James J. Dillon antes de que su contrato fuera "vendido" a la "Corporación Yamasaki" de Hiro Matsuda. Reed no vio mucho éxito en las primeras partes de su carrera con JCP; su pelea más importante fue una derrota ante Sting en el Chi-Town Rumble el 20 de febrero de 1989. Durante el verano de 1989, Reed fracasó en la cartelera intermedia cuando Jim Crockett Promotions creció hasta convertirse en una organización nacional de lucha libre.
Los hermanos Steiner estaban involucrados en un ángulo con Woman que prometió "Doom" para los dos hermanos, pero nunca especificó exactamente lo que esto significaba. Mujer reveló su amenaza en Halloween Havoc 1989, una pareja de afroamericanos enmascarados, musculosos y fuertes. Era obvio para la mayoría de los fanáticos de la lucha libre que Ron Simmons y Butch Reed estaban bajo las máscaras; ambos habían estado en la televisión de WCW poco antes de que Doom debutara, y eran los únicos dos luchadores afroamericanos de la compañía con la misma apariencia física masiva. pero los locutores se hicieron para mantener la trama (aunque Jim Ross expuso accidentalmente la identidad de Reed en los comentarios durante Starrcade 89: Future Shock). Doom ganó su combate debut contra los Steiner cuando uno de los miembros de Doom cubrió a Rick Steiner después de un cabezazo con un objeto ilegal en su máscara. Doom siguió este éxito al derrotar a Eddie Gilbert y Tommy Rich en Clash of the Champions IX, luciendo muy fuerte en el proceso.
La próxima salida de PPV de Doom no tuvo el mismo éxito. Junto con The Steiner Brothers, The Road Warriors y el Samoan Swat Team, participaron en un torneo de una noche por equipos de todos contra todos. No anotaron un solo punto, terminando en último lugar en el torneo. La desgracia de Doom continuó cuando Woman pronto abandonó el equipo y dejó la federación. Luego, el 6 de febrero de 1990, en Clash of the Champions X, Doom fue derrotado por los Steiner Brothers y como resultado de la estipulación se vieron obligados a desenmascarar.
Doom venció a los Steiner Brothers en Capital Combat; en ese momento, los Steiner no perdían muy a menudo. Doom ganó los títulos por parejas y rápidamente se dispuso a defenderlos contra los ex campeones, los Steiners, así como el resto de la talentosa división de parejas de la WCW. En el otoño de 1990, Doom pronto tuvo un feudo con Los Cuatro Jinetes y se defendió contra ellos en dos luchas por el título por equipos no concluyentes en Halloween Havoc 1990 y Starrcade 1990.  En Clash of the Champions XIV, Doom perdió una pelea sin título ante Sting y Lex. Luger en un partido que presagiaba los problemas que se avecinaban.
El 24 de febrero de 1991 en la WrestleWar PPV de WCW, Doom se enfrentó a los ex campeones de parejas The Fabulous Freebirds y perdió debido a una falta de comunicación entre Reed y Simmons. Después de que los Freebirds dejaron el ring, Reed se volvió hacia Simmons y lo golpeó; esto volvió la cara de Simmons y acabó con el equipo de Doom para siempre. Teddy Long se puso del lado de Butch Reed cuando los antiguos socios de Doom se involucraron en una pelea corta pero intensa. La disputa culminó en SuperBrawl I donde Ron Simmons cubrió a Butch Reed en un Steel Cage Match (conocido como "Thunder-Doom" Cage Match). Después del PPV, Reed dejó la compañía por un corto tiempo solo para regresar en 1992 del lado de The Barbarian y Cactus Jack. Reed y el Barbarian se unieron para derrotar a Dustin Rhodes y Barry Windham en Clash of the Champions XX, pero dejaron WCW para siempre poco después.

## Vida personal
En julio de 2016, Reed fue nombrado parte de una demanda colectiva presentada contra WWE que alegaba que los luchadores sufrieron lesiones cerebrales traumáticas durante su mandato y que la compañía ocultó los riesgos de lesiones. La demanda fue litigada por el abogado Konstantine Kyros, quien ha estado involucrado en varias otras demandas contra la WWE. En septiembre de 2018, la jueza federal de distrito Vanessa Lynne Bryant desestimó la demanda.

### Muerte
Butch Reed murió a los 66 años debido a complicaciones cardíacas.